# Стефанос Галанопулос
Стефанос Галанопулос (22 лютого 1993) — грецький ватерполіст.
Учасник Олімпійських Ігор 2016 року.
Призер Чемпіонату світу з водних видів спорту 2015 року.